# Desňanský rajón
Desňanský rajón (ukrajinsky Деснянський район, Desňanskyj rajon) je rajón (okres) na severu Kyjeva. Rajón byl vytvořen v roce 1987. Rajón se skládá ze čtvrtí Bykivňa, Kulykove, Lisovyj masyv a Vyhurivščyna-Troješčyna.

## Geografie
Rajón se nachází na levém břehu Dněpru. Nachází se na severní straně Kyjeva, kdy na severu a východě hraničí s Kyjevskou oblastí, na jihu s Dniperským a Darnyckým rajónem a na západě s Oboloňským rajónem.

## Obyvatelstvo

### Počet obyvatel
| Rok            | 2001    | 2008    | 2018    | 2021    |
| -------------- | ------- | ------- | ------- | ------- |
| Počet obyvatel | 336 209 | 350 084 | 369 288 | 368 461 |

### Struktura populace
- Struktura obyvatel z roku 2001

## Doprava
Hlavní třídy rajónu jsou Brovarský prospekt a prospekt Romana Šuchevyča. Rajónem prochází dálnice M01 do Černihivu.
Rajón obsluhuje Kyjevské metro, konkrétně první linka, rajón obsluhují dvě stanice Černihivska a Lisova. Rajón, ale také obsluhují tramvaje, konkrétně linky 4, 5, 8, 28, 29, 32, 33 a 35, které spojují čtvrtě Vyhurivščyna-Troješčyna a Kulykove s metrem.